# أنطيوخوس الثالث عشر
انطيوخوس الثالث عشر ابن الملك أنطيوخوس العاشر و الأميرة البلطمية كليوباترا سيلين الأولى و التي أصبحت وصية على العرش بين 92 ق.م
و 85 ق.م .
بعد غزو ديكرانوس الثاني لسوريا 83 ق.م , سافرت إلى روما و ارادت ان يكون لاولادها مكانة في حكم مصر لكن دون أي جدوى, كاونا هناك بين 75 ق.م
و 73 ق.م , سيلين اخيراً وقعت بيد ديكرانوس الثاني و قُتلت , لكن الإمبراطور الأرمني هُزم على يد بومبي و أعلنت أنطاكية انطيوخوس الثالث عشر
كملك و التي نالت رضا لوكولوس في 69 ق.م.
في 64 ق.م قام بومبي بتدبير مقتل أنطيوخوس الثالث عشر على يد شيخ قبيلة سوري , موت أنطيوخوس كاد لينهي السلالة السلوقية لولا ظهور فيليب الثاني (فيلورومايوس)